# 東埔遠環蚓
東埔遠環蚓（学名：Amynthas tungpuensis）为巨蚓科遠環蚓屬下的一个种。